# あったらいいなぁ
「あったらいいなぁ」は、1995年（平成7年）6月から翌月の7月にかけて、NHKのみんなのうたで放送された曲。作詞：酒匂みゆき・琢磨仁、作曲：琢磨仁、歌：ハーフムーン。映像は実写。